# Stoewer Sedina
La Stoewer Sedina è un'autovettura prodotta dalla casa automobilistica tedesca Stoewer dal 1937 al 1940.
Era dotata di trazione posteriore e montava un motore a quattro cilindri a valvole in testa da 2,4 litri, disponibile nelle versioni berlina e cabriolet.

## Storia

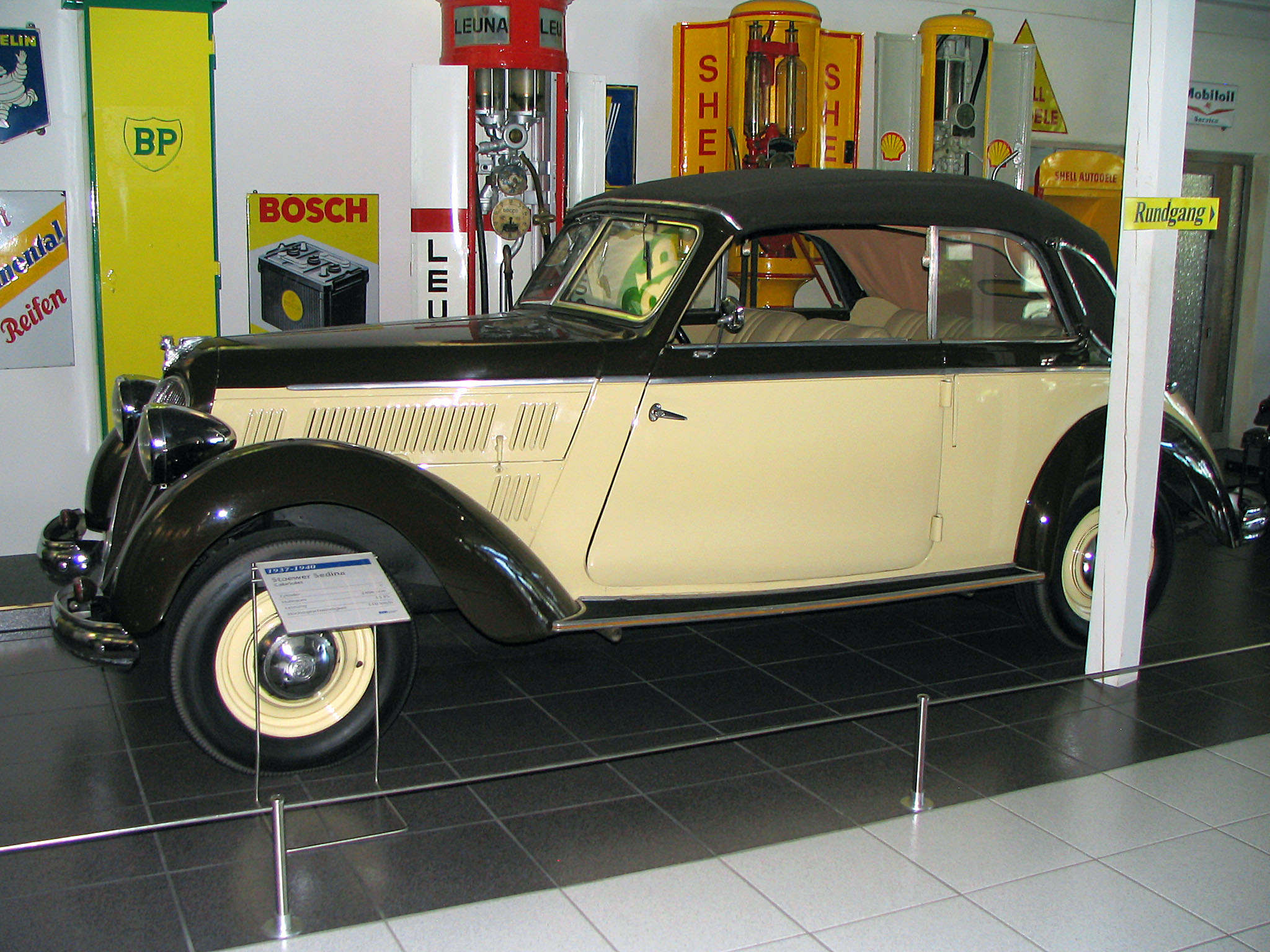
Stoewer Sedina cabriolet

Stoewer Sedina venbe prodotto a Stettino in Germania (ora Polonia) e riprende il nome da Sedina, un personaggio immaginario che nella cultura popolare rappresenta la personificazione della città di Stettino. Insieme alla Stoewer Arkona, fu l'ultima vettura civile prodotta dall'azienda fino al 1940, quando passò alla produzione militare e alla realizzazione delle Einheits-PKW, a causa dello scoppio della seconda guerra mondiale.

## Specifiche
L'autovettura era prodotta nelle versioni berlina a 4 porte, berlina di tipo Pullman a 4 porte e cabriolet a 2 porte. A spingerla c'era sotto il cofano un motore da 2406 cm³ di cilindrata a quattro cilindri in linea con distribuzione a valvole in testa camma laterale, che erogava 55 CV (40 kW) di potenza. L'auto è dotata di trazione posteriore e di un assale rigido al retrotreno. Le sospensioni anteriori erano del tipo indipendenti composte da due balestre trasversali. La trasmissione era affidata a un cambio a sei velocità. La sua velocità massima era di circa 110 km/h.